# Växttillgängligt vatten
Växttillgängligt vatten den mängd vatten i markprofilen, som är tillgänglig för växternas transpiration. Mängden växttillgängligt vatten brukar definieras som skillnaden i markens vattenmängd (ner till ett givet rotdjup) mellan fältkapacitet och den permanenta vissningsgränsen.
Mängden växttillgängligt vatten är alltså en funktion av grödans rotdjup. Ju större rotdjup, desto större mängd växttillgängligt vatten finns det. På framförallt lerjordar är täckdikning ett effektivt sätt att öka rotdjupet och därmed mängden växttillgängligt vatten. Täckdikning kan därmed också anses vara en bevattningsåtgärd.
Andelen växttillgängligt vatten i profilen framgår av markens pF-kurva. 